# Kōji Suzuki
Kōji Suzuki (jap. 鈴木 光司 Suzuki Kōji; ur. 13 maja 1957 w Hamamatsu, prefektura Shizuoka) – japoński pisarz, autor horrorów, twórca m.in. popularnej powieści Ring.
W Japonii stał się sławny w wieku trzydziestu czterech lat, kiedy w 1991 r. opublikował horror Ring, który odniósł ogromny sukces w całym kraju. Po czteroletniej przerwie postanowił kontynuować historię rozpoczętą w Ringu i napisał część drugą, Rasen (らせん; pol. Spirala). W 1996 r. ukończył swój drugi horror, Honogurai mizu no soko kara (仄暗い水の底から; w tłumaczeniu: W otchłaniach ciemnej wody), który również odniósł duży sukces. W 1998 r. ukazała się trzecia część historii, Rūpu (ループ; pol. Pętla).

## Książki
- 1990: Rakuen (tłum. Raj)
- 1991: Ring
- 1995: Rasen (tłum. Spirala)
- 1996: Honogurai mizu no soko kara (tłum. W otchłaniach ciemnej wody)
- 1998: Rūpu (tłum. Pętla, ang. loop)
- 1999: Bāsudei (tłum. Narodziny, ang. birthday) – zbiór krótkich historii wyjaśniających wątki zawarte w poprzednich tomach

## Adaptacje książek
- 1995: Ringu: Kanzenban – film telewizyjny, na podst. Ring
- 1998: The Ring: Krąg, na podst. Ring
- 1998: Spirala, na podst. Rasen
- 1992: The Ring: Krąg 2, na podst. Rasen i Rūpu
- 1999: Ringu: Saishūshō (tłum. Ring: Ostatni rozdział) – japoński serial telewizyjny, na podst. Rasen i Rūpu
- 1999: Ring Virus, na podst. Ring
- 2000: The Ring: Krąg 0 – Narodziny, na podst. Bāsudei
- 2002: Dark Water, na podst. Honogurai mizu no soko kara
- 2002: The Ring – amerykański remake The Ring: Krąg
- 2005: Dark Water: Fatum – amerykański remake Dark Water
- 2005: The Ring 2 – sequel The Ring
- 2005: Kręgi – amerykański film krótkometrażowy, na podst. Ring
- 2007: Dream Cruise – odcinek serialu Mistrzowie horroru, na podstawie opowiadania Suzukiego

Suzuki grał większe lub mniejsze role we wszystkich powyższych filmach, nie licząc Ring Virus. Dodatkowo zagrał w dwóch filmach opowiadających o powstawaniu jego książek, nakręconych w 2005 r. 